# تیمی هونگ
تیمی هونگ (انگلیسی: Timmy Hung؛ زادهٔ ۱ ژوئیهٔ ۱۹۷۴) بازیگر اهل هنگ کنگ است.
از فیلم‌ها یا مجموعه‌های تلویزیونی که وی در آن‌ها نقش داشته است، می‌توان به ایپ من: مبارزه نهایی اشاره نمود.